# Vid Pupis
Vid Pupis, slovenski klarinetist, skladatelj, dirigent in pedagog, 1981.

## Življenje in delo
Izhaja iz glasbene družine iz Logatca, oče je skladatelj, pevec in avtor besedil Franc Pupis, njegov brat pa saksofonist in pedagog Lev Pupis. 
Klarinet se je najprej učil na Glasbeni šoli Logatec pri profesorju Marjanu Grdadolniku, nato pa na Srednji glasbeni in baletni šoli v Ljubljani pri profesorjih Igorju Karlinu in Alojzu Zupanu. Leta 2004 je pri Alojzu Zupanu na Akademiji za glasbo v Ljubljani diplomiral.
Med šolanjem se je udeleževal tekmovanj in seminarjev, na katerih je prejel več plaket in nagrad tako za solistično kot komorno glasbo. 
Poleg solističnih nastopov, pisanja in aranžiranja skladb ter sodelovanja v različnih glasbenih sestavih (Etnomad, Jukebox kvartet itd.). Za Glasbeno mladino Slovenije je kot član kvarteta klarinetov Jukebox izvedel več kot 50 komentiranih nastopov. Koncertira pa tudi v vlogi dirigenta.
Deloval je kot umetniški vodja in mentor na poletnih šolah za klarinet (Klarinetija, 2014, ClarinetPower, 2015 in 2016). Med leti 2020-2022 je bil dirigent Mladinskega pihalnega orkestra Veris. Sodeloval je z orkestrom saksofonov SOS. V letu 2024 dirigira Pihalnemu orkestru Musica Creativa.
Je član strokovne komisije Zveze slovenskih godb. Večkrat je bil član komisije za tekmovanje Temsig. Kot učitelj je s svojimi učenci tekmoval na različnih tekmovanjih (Temsig, Svirel, Emona) in z učenci prejel številna srebrna in zlata priznanja.
Vid Pupis je poročen s pisateljico Tino Arnuš Pupis. 

### Godbeništvo
V godbeništvu je od leta 1994. Kot dirigent je med leti 2006 in 2015 vodil Postojnsko godbo 1808 in na tekmovanju orkestrov Zveze slovenskih godb leta 2008 v prvi kategoriji osvojil zlato plaketo s posebno pohvalo.
Pri KD Pihalni orkester Logatec je kot dirigent in umetniški vodja od leta 2014. Leta 2016 je s Pihalnim orkestrom Logatec osvojil zlato priznanje s posebno pohvalo v prvi kategoriji na državnem tekmovanju slovenskih pihalnih orkestrov in pohvalo za najboljšo izvedbo slovenske skladbe. Leta 2019 in 2023 je orkester nastopil na državnem tekmovanju godb v koncertni kategoriji in osvojil zlato plaketo s posebno pohvalo.

### Avtorsko delo
Napisal je več kot 50 avtorskih skladb in aranžmajev za različne sestave. Poleg avtorskih skladb za komorne zasedbe in orkestre je uglasbil več besedil pisateljice Tine Arnuš Pupis (Skrita pita, Gozdno praznovanje, Ti loviš, Lisičji krog, Veverica, Strokovnjak za med, Junak, Kosmati tat, Ptičja naveza), ki so izšle v revijah za otroke in mladino: Cicibanu, Cicidoju in Galebu.
- Izgubljene sanje (za flavto, saksofon in klavir), 2006 COBISS
- Peščeni grad (za altovski saksofon in klavir, 2009, v soavtorstvu s Francem Pupisom COBISS

Zaposlen je na Glasbeni šoli Franca Šturma v Ljubljani, kjer poučuje klarinet in vodi dva šolska pihalna orkestra, in na Glasbeni šoli Logatec, kjer vodi šolski pihalni orkester.

## Nagrade in priznanja
Leta 2004 je v Slovenski filharmoniji s simfoničnim orkestrom RTV Slovenije izvedel C. M. von Webrov koncert za klarinet in orkester št. 2 v es-dur op.74 in za izvedbo prejel študentsko Prešernovo nagrado.
Leta 2024 je prejel Priznanje za izjemne dosežke na področju kulture za leto 2023. V utemeljitvi so med drugim zapisali: 
"Vid Pupis je kot dirigent Pihalnega orkestra Glasbene šole Logatec postavil vzorne temelje sodelovanja med Glasbeno šolo Logatec in kulturnimi društvi v občini, še posebej z vodenjem Mladinske sekcije Pihalnega orkestra Logatec. Takoj ob ustanovitvi, leta 2017, je namreč prevzel tudi vodenje Mladinske sekcije Pihalnega orkestra Logatec, ki dandanes predstavlja most med Pihalnim orkestrom Glasbene šole Logatec in Pihalnim orkestrom Logatec ter omogoča mlajšim lažji prehod v vrste Pihalnega orkestra Logatec. S tem je dosegel, da mladi glasbeniki po končanem šolanju v glasbeni šoli ne prenehajo z igranjem, temveč bogatijo slovensko kulturo s svojim kulturnim udejstvovanjem skozi celo življenje. Pod mentorstvom Vida Pupisa se je delež glasbenikov, ki so po zaključeni glasbeni šoli na trobilih, pihalih in tolkalih nadaljevali z igranjem inštrumentov v Kulturnem društvu Pihalni orkester Logatec, občutno povečal."